# Kuban
Kuban (russisk: Куба́нь, tr. Kubán) er en  flod i det nordlige  Kaukasus i Rusland. Den løber gennem den autonome republik Karatjajevo-Tjerkessien, Stavropol kraj, Krasnodar kraj og den autonome republik Adygeja.
Floden er 870 km lang og løber mod nord og vest fra sine kilder ved bjerget Elbrus i Kaukasus, og munder ud i Azovhavet. Afvandingsområdet er på 57.900 km². Den er sejlbar op til Krasnodar.
Byer langs Kuban er Karatsjajevsk, Tsjerkessk, Nevinnomyssk, Armavir, Ust-Labinsk, Krasnodar og Temrjuk. Slavjansk ved Kubani ligger egentlig ikke ved Kubanfloden, men ved en af dens forgreninger, Protoka, i floddeltaet.
Kubans floddelta er det næststørste i Europa efter Volga, og efterfulgt af Donaudeltaet.